# مارتن ناش
مارتن ناش (27 ديسمبر 1975 في كندا - ) هو مدرب كرة قدم ولاعب كرة قدم كندي في مركز الوسط. شارك مع منتخب كندا لكرة القدم. أما مع النوادي، فقد لعب مع إمباكت مونتريال وستوكبورت كونتي وفانكوفر وايتكابس وماكليسفيلد تاون ونادي تشستر سيتي وRochester Rhinos ‏ وفانكوفر وايتكابس (نادي كرة قدم) وEdmonton Drillers (1996–2000) ‏ ومونتريال إمباكت (1992–2011) وDallas Sidekicks (1984–2004) ‏.

## وصلات خارجية
- مارتن ناش على موقع الاتحاد الدولي (مؤرشف)  (الإنجليزية)
- مارتن ناش على موقع قاعدة بيانات كرة القدم.إي يو (الإنجليزية)
- مارتن ناش على موقع ناشيونال فوتبول تيمز (الإنجليزية)